# Максимовское сельское поселение (Омская область)
Максимовское се́льское поселе́ние — муниципальное образование в Шербакульском районе Омской области Российской Федерации.
Административный центр — село Максимовка.

## История
Статус и границы сельского поселения установлены Законом Омской области от 30 июля 2004 года № 548-ОЗ «О границах и статусе муниципальных образований Омской области».

## Население
| 2010  | 2011  | 2012  | 2013  | 2014  | 2015  | 2016  |
| ----- | ----- | ----- | ----- | ----- | ----- | ----- |
| 1277  | ↘1274 | ↗1309 | ↗1311 | ↘1310 | ↘1306 | ↗1327 |
| 2017  | 2018  | 2019  | 2020  | 2021  | 2023  |       |
| ↘1304 | ↘1303 | ↘1261 | ↘1237 | ↘1112 | ↘1087 |       |

Гендерный состав
По данным Всероссийской переписи населения 2010 года в гендерной структуре населения из 1277 человек мужчин — 601, женщин — 676 (47,1 и 52,9 % соответственно)

## Состав сельского поселения
| № | Населённый пункт | Тип населённого пункта       | Население |
| - | ---------------- | ---------------------------- | --------- |
| 1 | Елизаветино      | деревня                      | 175       |
| 2 | Ларга            | деревня                      | 53        |
| 3 | Максимовка       | село, административный центр | 921       |
| 4 | Путиловка        | деревня                      | 128       |